# Diplomat
Diplomat je osoba koja se bavi diplomacijom. U užem smislu to je službeni predstavnik države koji ima diplomatski status (šef diplomatske misije ili član njezina diplomatskog osoblja, koji je upisan u diplomatsku listu). Diplomat u širem smislu riječi je pripadnik diplomatske službe i vanjskopolitičkog aparata jedne zemlje (uključujući i konzularnu službu).